# Гереєштій-Ной
Гереєштій-Ной (рум. Gherăeștii Noi) — село у повіті Нямц в Румунії. Входить до складу комуни Гереєшть.
Село розташоване на відстані 295 км на північ від Бухареста, 34 км на північний схід від П'ятра-Нямца, 61 км на захід від Ясс.

## Населення
За даними перепису населення 2002 року у селі проживали 643 особи, усі — румуни. Усі жителі села рідною мовою назвали румунську.